# Regole del Tempio di Shaolin
Le regole del tempio di Shaolin sono le regole che vigono o vigevano nel monastero di Shaolin (Shaolinsi), sul monte Song, provincia dell'Henan.

## Esempi di regole
Queste sono le otto regole, utilizzate anche dalla scuola shaolin italiana, e probabilmente sono ispirate dal libro Lo Shaolin - Mistero e magia dei monaci-guerrieri:
1. rispettare il proprio maestro, non essere presuntuosi (Yao zunzhong shi zhang, jie jiao ao zi man)
2. perseverare nella pratica, non abbandonare (Yao Chizhi yi heng, jie ban tu er fei)
3. unire tutti gli stili, non rifiutare gli altri stili (Yao tuan jie tong ren, jie men hu zhi jian)
4. accogliere gli altri, non maltrattare i deboli (Yao yi li dai ren, jie shi qiang ling ruo)
5. purificarsi, non essere lussuriosi (Yao qing xin gua yu, jie tan qiu chai se)
6. seguire la legge, non disturbare la società (Yao sui congshi fa, jie rao luan she hui)
7. aiutare la giustizia, non essere menefreghisti (Yao kuang fu zheng yi, jie zuo shi wei nan)
8. trasmettere le arti ai buoni e non ai cattivi (Yao Zexian Chuan yi, jie shou shu e ren)

### Jueyuan
In contraddizione con questo elenco di 8 regole (che contengono otto obblighi e otto proibizioni), il testo Essentials of Chinese Wushu parla di Dieci Comandamenti dello Shaolinquan.. 
Secondo l'articolo Shǎolín Wǔshù Míngdài Shìjì Kǎolüè 少林武术明代事迹考略 l'abate Jueyuan istituì 10 proibizioni (十禁T, 十禁S,  ShíjìnP,  Shi Chin W). Questi sono citati nell'enciclopedia Baike e nell'articolo Shǎolín wénhuà: Chán wǔ guī yī 少林文化:禅武归一 sono attribuiti a Jueyuan:
- 1. è proibito tradire il maestro (禁叛師T, 禁叛师S, jìnpànshīP, chin pan shi W);
- 2. è proibito avere differenti idee (禁異思T, 禁异思S, jìnyìsīP, chin hi si W);
- 3. è proibito fare discorsi senza senso (禁妄言T, 禁妄言S, jìn wàngyánP, chin wang yan W);
- 4. è proibito infondere l'abilità (禁浮藝T, 禁浮艺S, jìn fúyìP, chin fu i W);
- 5 è proibito rubare (禁偷竊T, 禁偷窃S, jìn tōuqièP, chin tou qie W);
- 6 è proibito violare i comandamenti (禁違戒T, 禁违戒S, jìn wéijièP, chin wei chieh W);
- 7 è proibito combattere follemente (禁狂斗T, 禁狂斗S, jìn kuángdǒuP, chin kuang tou W);
- 8 è proibito rivoltarsi agli editti imperiali (禁抗詔T, 禁抗诏S, jìn kàngzhàoP, chin kang chao W);
- 9 è proibito fare il prepotente con i deboli (禁欺弱T, 禁欺弱S, jìn qīruòP, chin chi ruo W);
- 10 è proibito bere smodatamente (禁酒淫T, 禁酒淫S, jìn jiǔyínP, chin chiu yin W)

### Cai Baozhong
Un elenco di 10 comandamenti o proibizioni (十戒T, 十戒S,  ShíjièP,  Shi Chie W) viene fornito da Cai Baozhong:
- prima proibizione (一戒T, 一戒S,  yījièP, I chie W) (è vietato) essere deciso a non essere perseverante (立志不堅T, 立志不坚S,  lìzhì bù jiānP, li tzu pu chian W)， dipingersi inutilmente con titoli vuoti(徒染虛名T, 徒染虚名S,  tú rǎn xūmíngP, tu ran hsu ming W);
- seconda proibizione (二戒T, 二戒S,  èrjièP, er chie W) (è vietato essere) arrogante e presuntuoso, frivolo magnificando senza ragione (狂妄自大，輕浮胡誇T, 狂妄自大，轻浮胡夸S,  kuángwàng zìdà ,qīngfú hú kuā P, k'uang wang tzu ta, wéiwǒdúzūn W);
- terza proibizione (三戒T, 三戒S,  sānjièP, san chie W) (è vietato) essere settari, essere estremamente autoritari (門戶之見，唯我獨尊T, 门户之见，唯我独尊S,  ménhù zhījiàn , wéiwǒdúzūn P, men hu chi chian, wei wo tu tzun W);
- quarta proibizione (四戒T, 四戒S,  sìjièP, szu chie W) (è vietato) essere intolleranti, non essere soddisfatti di un buon consiglio (心胸狹窄，難納忠言T, 心胸狭窄，难纳忠言S, xīnxiōng xiázhǎi , nán nà zhōngyánP, hsin hsiong hsia chai, nan na chong ian W) ;
- quinta proibizione (五戒T, 五戒S, wǔjièP, wu chie W) (è vietato) avvantaggiarsi della propria abilità , competere ferocemente ostentando la propria superiorità (恃藝仗勢，斗狠逞強T, 恃艺仗势，斗狠逞强S, shì yì zhàngshì ,dǒuhěn chěngqiángP, shi yi chang shi, tou hen cheng chiang W) ;
- sesta proibizione (六戒T, 六戒S, liùjièP, liu chie W) (è vietato) desiderare sigarette e alcolici, andare con prostitute e giocare d'azzardo rubacchiando di nascosto (貪圖煙酒，嫖賭偷盜T, 贪图烟酒，嫖赌偷盗S, tāntú yānjiǔ ,piáodǔ tōudàoP, tan tu yan chiu, piao tu tou tao W) ;
- settima proibizione (七戒T, 七戒S, qījièP, chi chie W) (è vietato) cercare di ottenere beni per avere profitti, imporre sporcizia muovendo una falsa accusa contro qualcuno (謀財攫利，栽髒陷害T, 谋财攫利，栽脏陷害S, móu cái jué lì ,zāi zāng xiànhàiP, mou cai chue li, tzai tzang hsian hai W) ;
- ottava proibizione (八戒T, 八戒S, bājièP, pa chie W) (è vietato) sebbene custodisci la tecnica marziale, mostrarsi chiaramente pericoloso senza soccorrere (雖懷武技，見危不助T, 虽怀武技，见危不助S, suī huái wǔjì ,jiàn wēi bù zhùP, sui huai wu chi, chian wei pu chu W);
- nona proibizione (九戒T, 九戒S, jiǔjièP, chiu chie W) (è vietato) assumersi la falsa reputazione di maestro , per sviare i giovani (虛擔師名，誤人子弟T, 虚担师名，误人子弟S, xū dān shī míng ,wùrénzǐdìP, hsu tan shi ming, wu ren tzu ti W);
- decima proibizione (十戒T, 十戒S, shíjièP, shih chie W) (è vietato) non rispettare l'insegnamento, non fermarsi a ragionare (不敬師道，不講情理T, 不敬师道，不讲情理S, bùjìng shīdào ,bù jiǎng qínglǐP, pu ching shi tao, pu chiang ching li W) .

## Non mangiare carne e non bere vino
Questa è una regola importantissima per il clero Buddista, ma non è sempre stata seguita all'interno del Monastero Shaolin.
Dopo l'aiuto dato dai Sengbing del tempio al futuro imperatore Taizong della dinastia Tang, egli riconobbe il tempio di Shaolin come "Primo Monastero dell'Impero". Inoltre nobilitò 17 monaci e autorizzò la formazione di 500 monaci guerrieri. L'imperatore esentò i monaci del tempio dalla regola monastica di astenersi dal mangiare carne e bere vino, cosa che valse ai religiosi l'appellativo di "Monaci Carne e Vino".   In epoca della dinastia Ming ci fu una critica aspra nei confronti di questa libertà di costumi che portò alla restaurazione della regola religiosa originaria.
In un articolo sul Tempio Shaolin leggiamo:
"Vi è, sul muro della Sala Baiyi, un affresco intitolato "13 monaci con i bastoni salvano l'Imperatore della Dinastia Tang". Esso rappresenta la lotta tra il Principe Qin (599-649) ed il Generale Wang Shichong (?-621), per conquistare il potere, alla caduta della Dinastia Sui,. Nel momento cruciale della battaglia i monaci di Shaolin attaccarono alle spalle l'armata del Generale Wang Shichong favorendo così la vittoria del Principe Qin. Quando il Principe Qin divenne Imperatore della Dinastia Tang, con il nome di Taizong, conferì riconoscimenti a tutti i monaci, garantì la loro proprietà della terra del Tempio di Shaolin ed emanò un editto speciale che dava il permesso ai monaci di mangiare carne e bere vino." 